# Czołponbaj
Czołponbaj – dokumentalna powieść autorstwa Fiodora Samochina, wydany w 1958 roku we Frunze i jednocześnie w Moskwie przez wydawnictwo „Młoda Gwardia”. Jest to przełomowa książka w twórczości pisarza. Opowieść poświęcona jest Bohaterowi Związku Radzieckiego Czołponbaju Tuleberdievu, który opisuje jego życie, począwszy od dzieciństwa - niewiele różni się od życia innych dzieci sowieckiego Kirgistanu. Książka podzielona jest na trzy rozdziały: „Dni szkoły”, „Ciężkie czasy”, „Płonące stepy Pridońskiego” – każdy z nich przygotowuje głównego bohatera do wyczynu.
Aby napisać historię opartą na faktach historycznych, Fiodor Samokhin odwiedził ojczyznę Czołponbaja Tuleberdieva, podróżował na pola bitew, w których brał udział, pracował w archiwach, spotykał się osobiście, poznawał korespondencyjnie z przyjaciółmi i współpracownikami. Historia wielokrotnie wzbudzała zainteresowanie historyków Wielkiej wojny ojczyźnianej i została dobrze przyjęta przez krytyków. W artykułach krytycznych nazwano ją „największym osiągnięciem” autora, a publikacja „Literacki Kirgistan” przypisywała tę historię dziełom „szerzej i wszechstronniej rozwiniętym pod względem treści, stylu i estetyki”. W 2019 roku powieść została zdigitalizowana przez Osz Regional Library im. T. Satyłganowa, w 2020 została włączona do sekcji z materiałami Ministerstwa Edukacji i Nauki Kirgistanu dla szkół republiki. Fragmenty przetłumaczone na język kirgiski.

## Publikacja

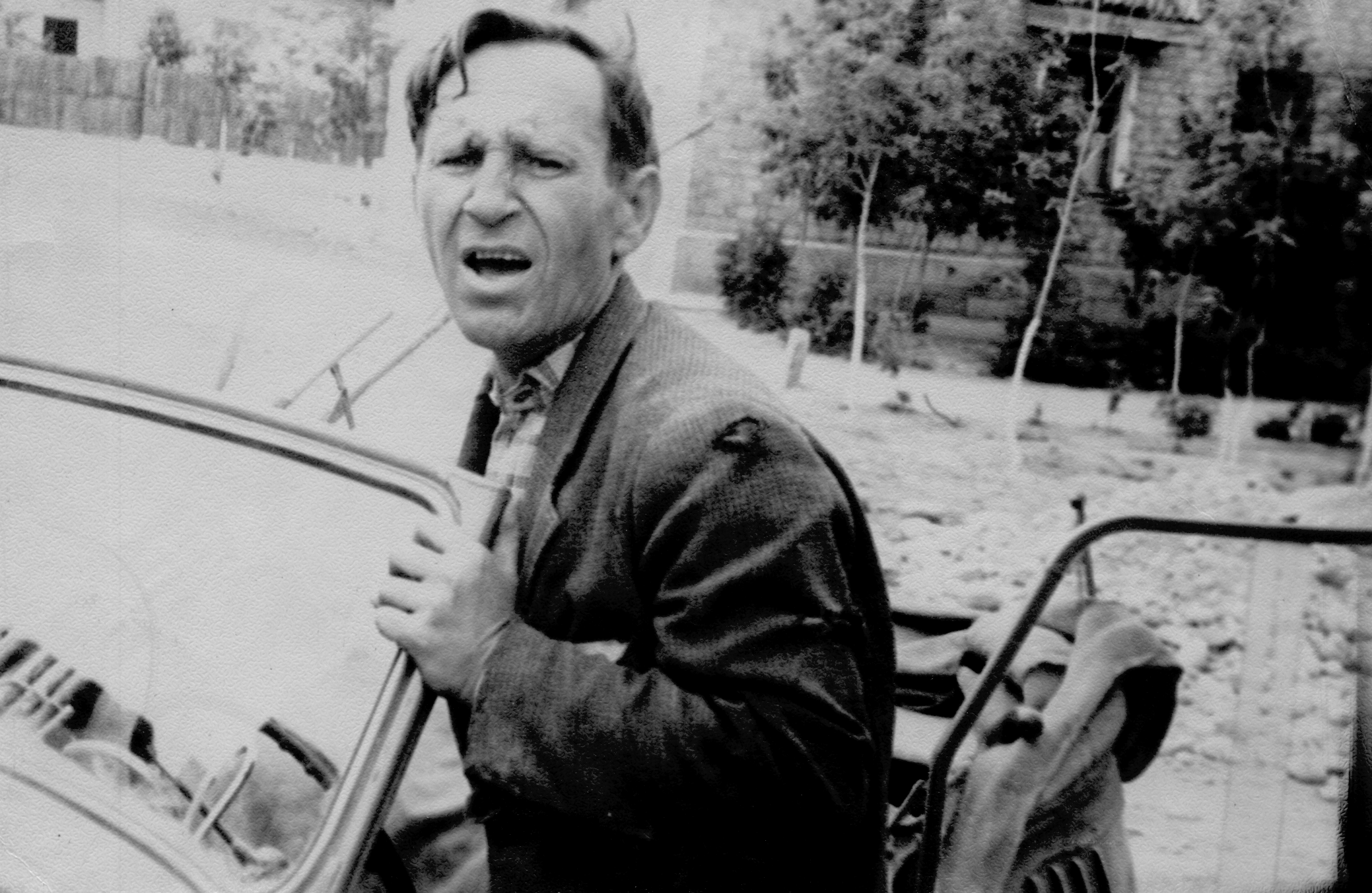
Fiodor Samochin, autor

W lutym 1957 roku, jeszcze przed publikacją opowiadania, gazeta „Ленинчил жаш” opublikowała fragment opowiadania w języku kirgiskim „Баатыр жөнүндө”. W 1958 roku została wydana przez Państwowe Wydawnictwo Kirgiskie i „Młodą Gwardię” i wkrótce stała się szeroko znana w Kirgistanie. O wydaniu tej historii informował dziennik „Nowyj mir”.
W 1965 roku opowiadanie to zostało umieszczone w indeksie rekomendacyjnym literatury o Wielkiej Wojnie Ojczyźnianej Biblioteki Państwowej ZSRR im. V. I. Lenina (obecnie Rosyjska Biblioteka Państwowa) i Państwowej Publicznej Biblioteki Historycznej Rosji. Następnie, w 1982 r., kirgiskie wydawnictwo „Mektep” opublikowało poprawioną i rozszerzoną wersję tej historii, oznaczoną jako gimnazjum i wiek szkolny. W 1985 roku jej fragment został włączony do zbioru „Ich wyczyn przetrwa wieki” Instytutu Historii Partii przy KC KPZR, oddział Instytutu Marksizmu-Leninizmu. W 2014 roku fragment historii został włączony do zbioru dokumentów i materiałów o Czołponbaja Tuleberdieva pod tytułem „Jego wyczyn jest nieśmiertelny…”, opublikowanym przez Agencję Archiwalną w ramach Państwowej Służby Rejestracyjnej przy rządzie Republiki Kirgiskiej.

## Edycje
- Fiodor Samochin: Чолпонбай. Zhazhiev S. M. (redaktor). Frunze: Киргизгосиздат, 1958, s. 191. (ros.).
- Fiodor Samochin: Чолпонбай. Danilova M. (redaktor). Moskwa: Młody Strażnik(inne języki), 1958, s. 112. (ros.).
- Fiodor Samochin: Чолпонбай. Deeva R. G. (recenzent); Ledenev P. G. (redaktor). Frunze: Мектеп, 1982, s. 125. (ros.).